# Вяльгино
Вяльгино — деревня в Горском сельском поселении Тихвинского района Ленинградской области.

## История
Деревня Вялгина упоминается на карте западной части России Ф. Ф. Шуберта 1844 года.

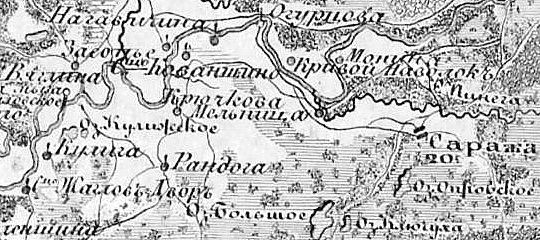
Деревня Вяльгино на карте 1847 года

На семитопографической карте Новгородской губернии 1847 года деревня названа Вяглина.

ВЯЛЬГИНО — деревня Крючевского общества, Пашекожельского прихода. Река Паша.

Крестьянских дворов — 18. Строений — 39, в том числе жилых — 31.

Число жителей по семейным спискам 1879 г.: 53 м. п., 31 ж. п.; по приходским сведениям 1879 г.: 42 м. п., 42 ж. п.

В конце XIX века деревня административно относилась к Новинской волости 2-го стана, в начале XX века к Новинской волости 1-го земского участка 1-го стана Тихвинского уезда Новгородской губернии.
В начале XX века близ деревни на частной земле находились 17 сопок и в лесу близ деревни ещё 2 сопки, высотой от ½ до 3 аршин.

ВЯЛЬГИНО — деревня Крючковского земского общества при реке Паша, число дворов — 27, число домов — 38, число жителей: 72 м п., 83 ж. п.;
 Занятие жителей — земледелие и лесные заработки. Три кузни, экипажная мастерская. (1910 год)

С 1917 по 1918 год деревня Вяльгино входила в состав Новинской волости Тихвинского уезда Новгородской губернии. 
С 1918 года в составе Череповецкой губернии.
С 1924 года в составе Прогальской волости.
С 1927 года в составе Новинского сельсовета Тихвинского района.
В 1928 году население деревни Вяльгино составляло 125 человек.
Согласно карте Ленинградской области Северо-западного аэрогеодезического треста ГГУ издания 1932 года деревня насчитывала 19 крестьянских дворов.
По данным 1933 года деревня называлась Вялгино и входила в состав Новинского сельсовета Тихвинского района.
В 1958 году население деревни Вяльгино составляло 81 человек.
С 1963 года в составе Горского сельсовета.
По данным 1966, 1973 и 1990 годов деревня Вяльгино входила в состав Горского сельсовета.
В 1997 году в деревне Вяльгино Горской волости проживали 5 человек, в 2002 году — 4 человека (русские — 75 %).
В 2007 году в деревне Вяльгино Горского СП — 3 человека.

## География
Деревня расположена в западной части района на автодороге 41К-898 (подъезд к д. Дуброво).
Расстояние до административного центра поселения — 4 км.
Расстояние до ближайшей железнодорожной станции Тихвин — 27,5 км.
Деревня находится на правом берегу реки Паша.

## Демография
| 2007 | 2010 | 2017 |
| ---- | ---- | ---- |
| 3    | ↘2   | ↗7   |

### Национальный состав
Согласно данным Всероссийской переписи населения 2021 года в деревне проживали 5 человек, все русские.

## Улицы
Сиреневая, Центральная.